# Selección de hockey sobre hielo de Inglaterra
La selección de hockey sobre hielo de Inglaterra. La selección participó por última vez en un juego internacional en 1994, una victoria por 6-5 contra Escocia. Si bien Inglaterra todavía participa en torneos de hockey juvenil, en la mayoría de los torneos de la IIHF , los jugadores ingleses forman parte del selección de hockey sobre hielo de Gran Bretaña.